# Chou kale
Pour les articles homonymes, voir Kale.

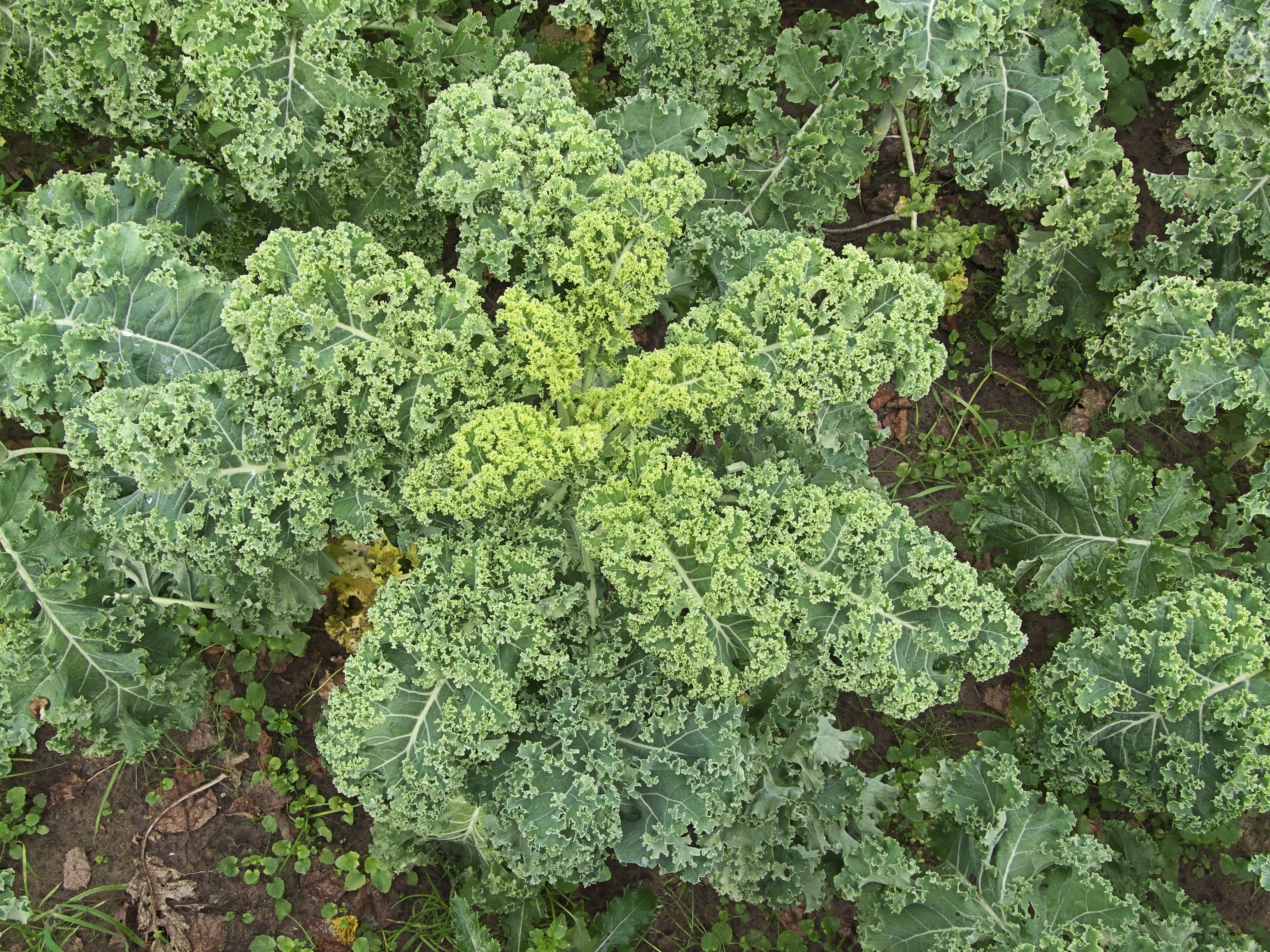
Chou kale, plus précisément ici un chou vert frisé non pommé (boerenkool) Westlandse winter, une variété particulièrement esthétique.

Le chou kale, ou plus simplement kale (prononcé [keɪl],), est un nom vernaculaire dérivé de l'anglais qui désigne plusieurs variétés botaniques de choux ayant comme point commun d'être des variétés anciennes, non pommées, résistantes au froid et dont on récolte parfois les feuilles une à une. Traditionnellement utilisées comme plantes fourragères, leur consommation dans l'alimentation humaine a été progressivement abandonnée dans de nombreux pays. Au début du XXIe siècle, leurs qualités nutritives ont été mises en lumière, faisant revenir ces légumes verts oubliés sur les étals des marchés. Il s'agit cependant d'une fausse nouveauté, le chou frisé, traditionnellement consommé en hiver, n'ayant jamais disparu des jardins domestiques,.
Le chou Daubenton, bien que partageant de nombreuses propriétés et caractéristiques du chou kale, n'est habituellement pas considéré comme faisant partie de cette catégorie notamment en raison du fait qu'il s'agit d'un chou vivace.

## Dénominations
En anglais botanique, kale désigne tous les choux du groupe de cultivars « Brassica oleracea Groupe Acephala », c'est-à-dire les formes non pommées du chou commun (Brassica oleracea), déclinées en nombreuses variétés ou cultivars plus ou moins colorés.
En France, « kale » est un nom commercial pouvant désigner, comme le font les botanistes anglophones, les feuilles des choux communs non pommés mais aussi le feuillage d'une plante voisine, de l'espèce Brassica napus, celle qui donne aussi le colza et le rutabaga.
Ces variétés frisées étaient traditionnellement considérées comme étant des choux fourragers, destinées d'abord à l'alimentation du bétail.
Différentes variétés, de plusieurs espèces, sont commercialisées sous ce nom.

### Noms français et noms scientifiques correspondants
Liste alphabétique de noms vernaculaires attestés en français.

Note : certaines espèces ont plusieurs noms et figurent donc plusieurs fois dans cette liste. Les classifications évoluant encore, certains noms scientifiques ont peut-être un autre synonyme valide.
- Kale frisé - Chou frisé (Brassica oleracea var. sabellica)[10] ;
- Kale noir ou kale lacinato - Chou palmier (Brassica oleracea var. palmifolia) ;
- Kale rouge de Russie - Chou frisé sibérien (Brassica napus subsp. napus var. pabularia)[11].

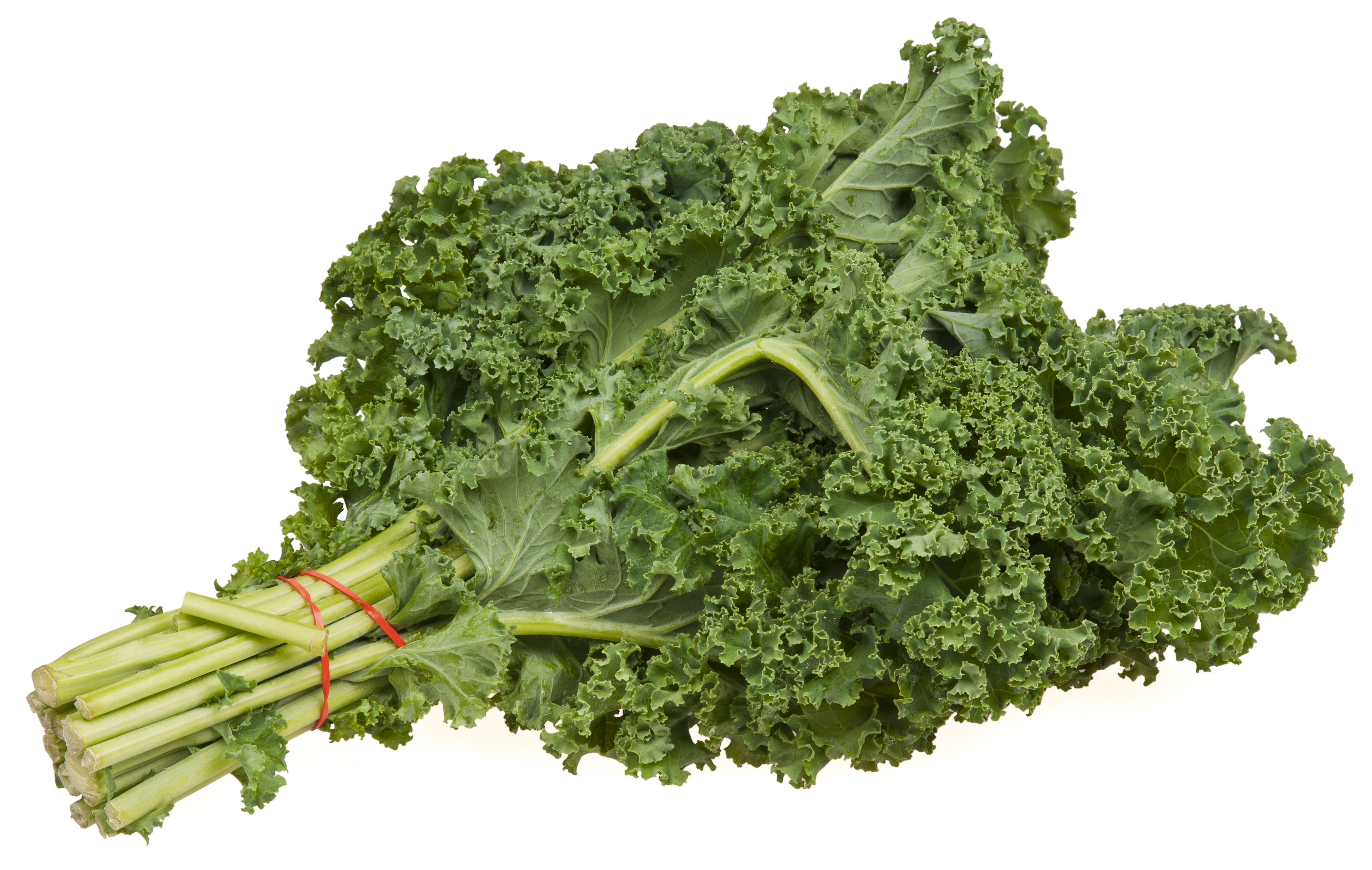
Kale frisé.
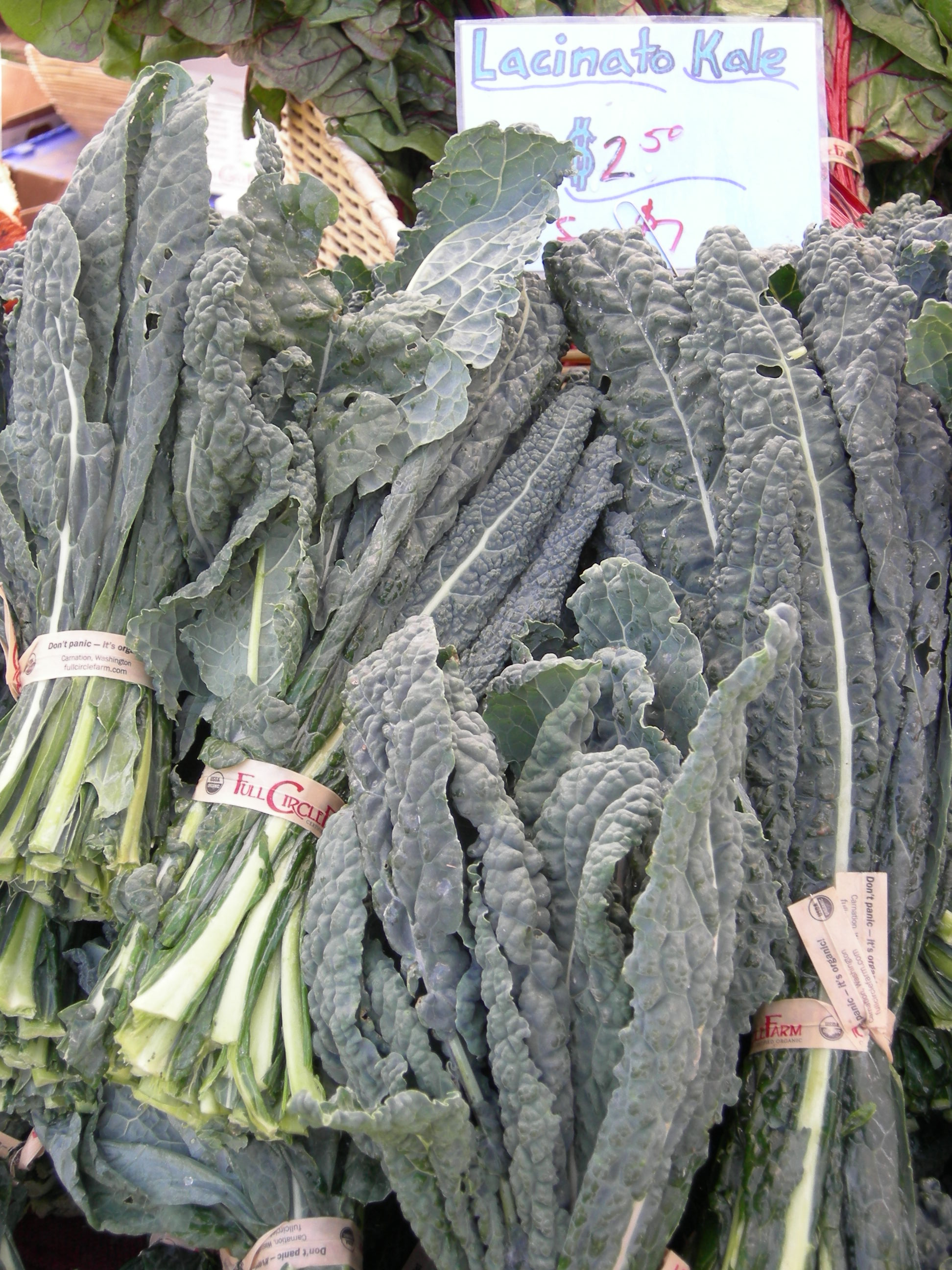
Kale noir, semblable au traditionnel Nero di Toscana.
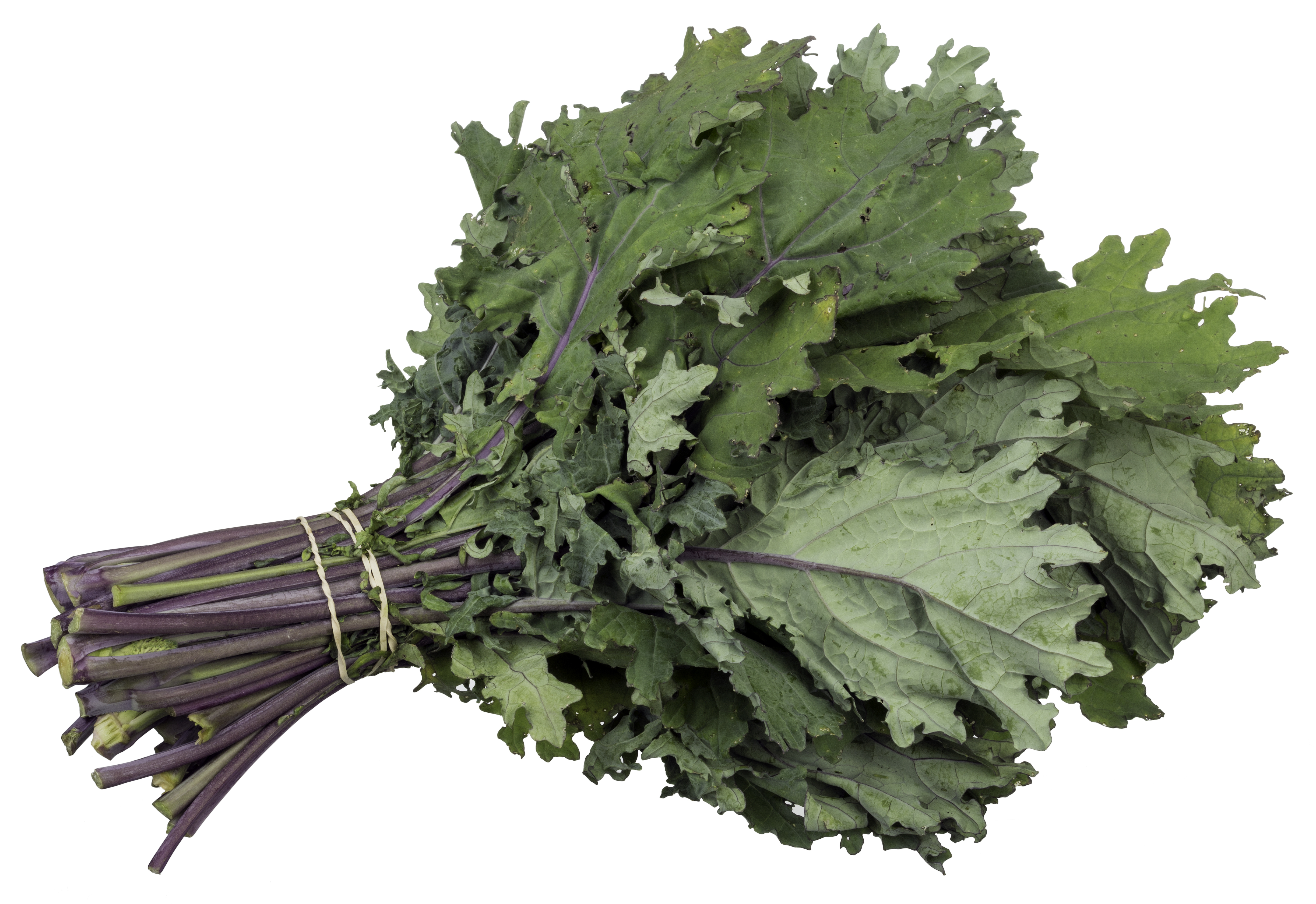
Kale rouge de Russie.

## Physiologie, comportement et écologie
Les caractéristiques générales des choux kales sont celles des Brassica, avec des nuances pour chaque espèce : voir les articles détaillés pour plus d'informations sur leur description ou leur utilisation.

## Utilisation et marché

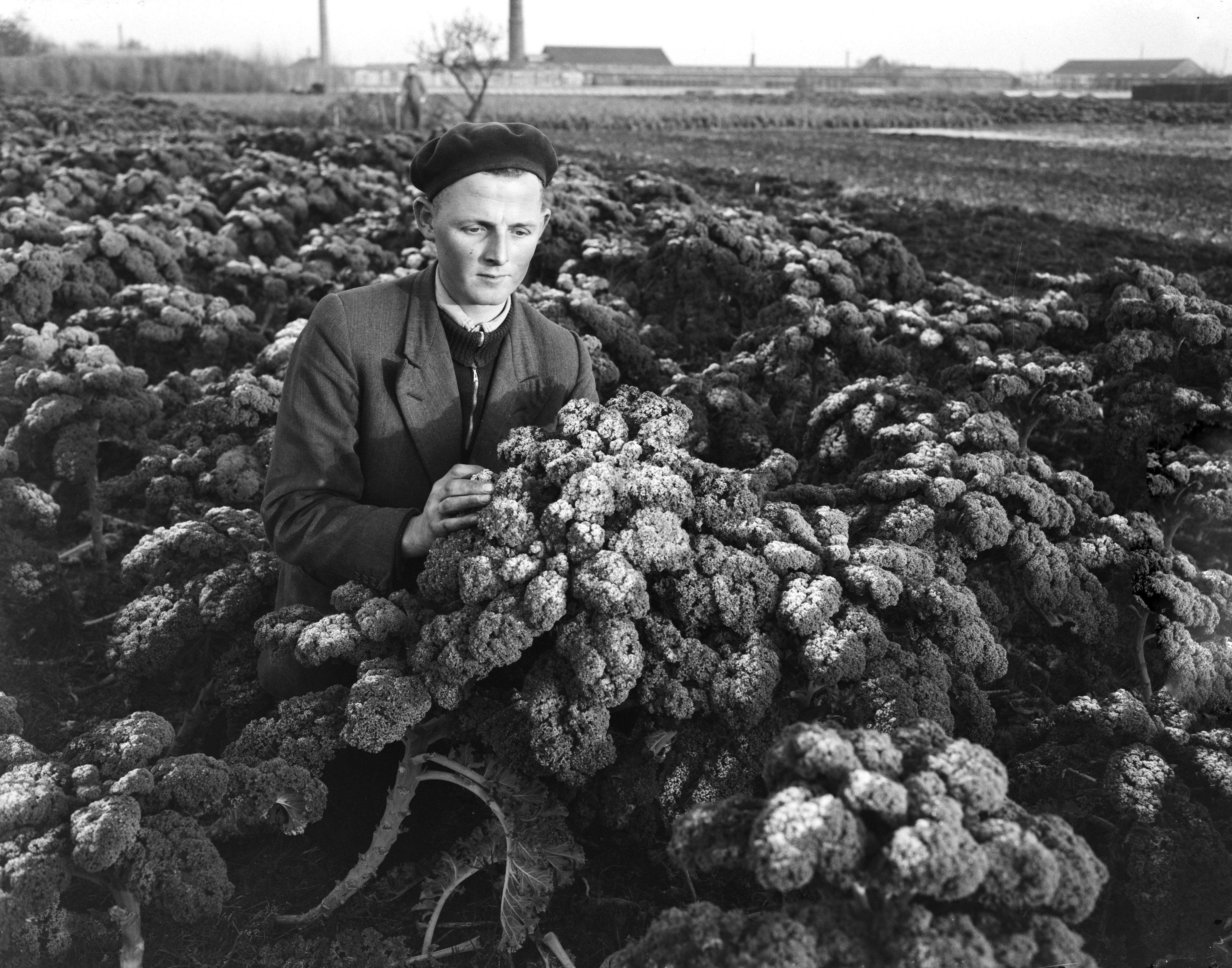
Plantation de chou kale frisé, aux Pays-Bas en 1955. Ces choux sont appelés boerenkool en néerlandais, soit chou de paysans.

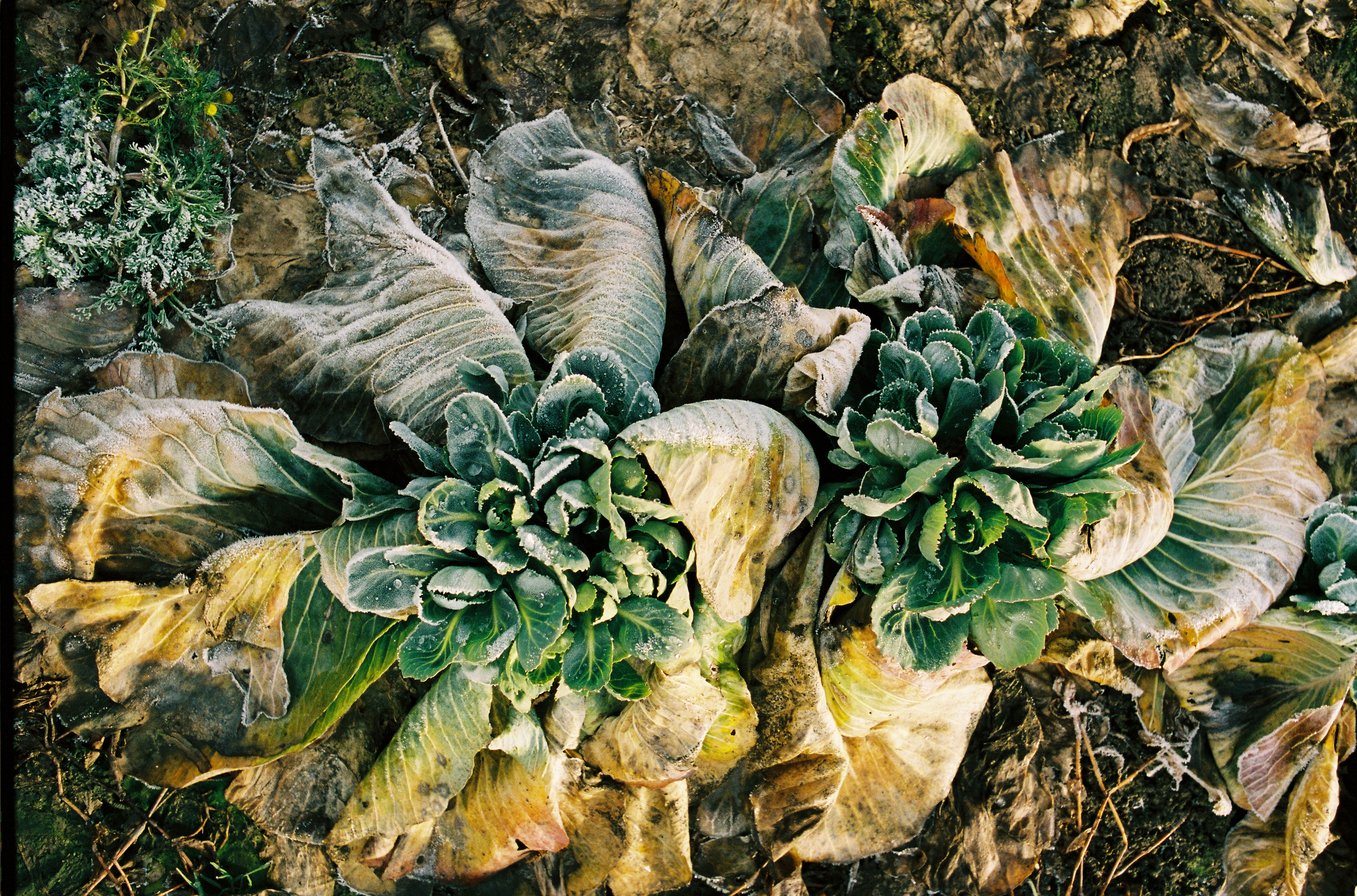
Chou vert (Grünkohl) après la gelée en Saxe, Allemagne.

Traditionnellement utilisées comme plantes fourragères, leur consommation dans l'alimentation humaine a été progressivement abandonnée dans de nombreux pays. Au début du XXIe siècle, leurs qualités nutritives ont été mises en lumière, faisant revenir ces légumes verts sur les étals des marchés. Les choux verts frisés non pommés n'ont en fait jamais disparu des jardins domestiques français et ces variétés sont jugées meilleures consommées de suite après le passage des premières gelées ; elles fournissent un légume vert à une époque où les autres espèces sont épuisées et se prêtent à de nombreuses préparations cuites.
Comme le chou à faucher, les jeunes feuilles du kale rouge de Russie peuvent être mangées en salade.
En Tunisie, il était autrefois utilisé pour faire de la pkaïla, un plat traditionnel juif, aujourd'hui fait à base d'épinards.[réf. nécessaire]

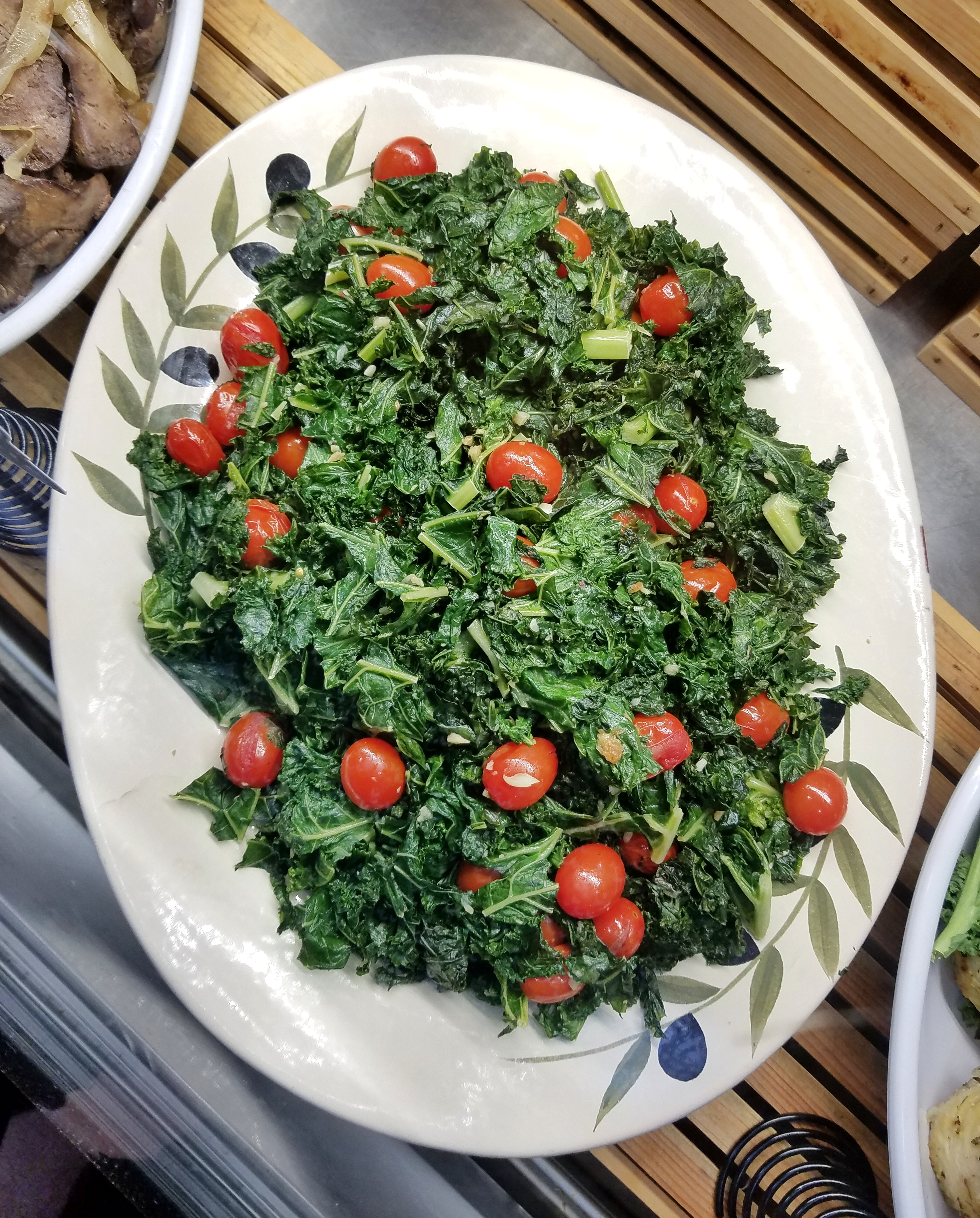
Sauté de feuilles de chou kale

Dans les années 2010, on redécouvre leur intérêt culinaire, d'abord sous l'impulsion de vedettes américaines vantant les mérites de ces choux dans le cadre d'une alimentation végétariennne,, pour reprendre rapidement une place plus large dans la cuisine européenne et même la gastronomie française.
En 2012, un projet nommé The Kale project a pour objet la réintroduction du kale, dit légume oublié en France, ce qui s'apparente à une opération classique de marketing, soit le simple renommage d'une production traditionnelle.